# Espaguete
Espaguete (português brasileiro) ou esparguete (português europeu) (Italiano: [spaˈɡetti]), também chamado de macarronete, é uma massa alimentícia longa, fina, sólida e cilíndrica. É um alimento básico da cozinha tradicional italiana. Como outras massas, o espaguete é feito de trigo moído, água e às vezes enriquecido com vitaminas e minerais. O espaguete italiano é tipicamente feito de sêmola de trigo duro. Normalmente a massa é branca porque se usa farinha refinada, mas pode ser adicionada farinha de trigo integral. O espaguetone é uma forma mais espessa de espaguete, enquanto o espaguetine é uma forma mais fina. Capellini é um espaguete muito fino, às vezes conhecido coloquialmente como "macarrão cabelo de anjo".
Originalmente, o espaguete era notavelmente longo, mas comprimentos mais curtos ganharam popularidade durante a segunda metade do século XX e agora é mais comumente disponível em comprimentos de 25–30 centímetros. Uma variedade de pratos de massa é baseada nele e é frequentemente servido com molho de tomate, carne ou legumes.

## Etimologia
Espaguete vem do italiano spaghetti, a forma plural da palavra italiana spaghetto, que é diminutivo de spago, cujo significado é 'corda fina'.

## História
O primeiro registro escrito de massa alimentícia vem do Talmude no século V e refere-se a massa seca que podia ser cozida por fervura, que era convenientemente portátil. Alguns historiadores acreditam que os árabes introduziram a massa na Europa durante a conquista da Sicília. No Ocidente, pode ter sido trabalhado pela primeira vez em formas longas e finas na Sicília por volta do século XII, como atestou a Tabula Rogeriana de Dreses, relatando algumas tradições sobre o Reino da Sicília.
A popularidade do espaguete se espalhou por toda a Itália após o estabelecimento de fábricas do alimento no século XIX, permitindo a produção em massa para o mercado italiano.
Nos Estados Unidos, por volta do final do século XIX, o espaguete era oferecido em restaurantes como Spaghetti Italienne (que provavelmente consistia em massa cozida al dente e um molho de tomate suave aromatizado com especiarias e vegetais facilmente encontrados, como cravo, folhas de louro, e alho) e só décadas mais tarde passou a ser comumente preparado com orégano ou manjericão.

## Na cultura popular
- O termo Spaghetti western foi usado por críticos americanos e de outros países porque a maioria dos filmes de faroeste feitos na Europa foram produzidos e dirigidos por italianos.[12]
- O programa de televisão da BBC Panorama apresentou um programa fraudulento sobre a colheita do espaguete na Suíça em Dia da Mentira, 1957.[13]
- O conto "Confession publique faite par la dernière mangeuse de spaghettis", da coletânea Le Génie de l'aubergine et autres contes loufoques, de Pierre Cormon (1997), apresenta uma mulher que se recusa a abrir mão do espaguete tradicional em a favor dos cubos de esparguete, a mais recente inovação da indústria agro-alimentar em 2053, e paga um preço elevado por isso.
- Na área de TI, código espaguete significa código mal escrito.